# École belge de Kigali
Pour les articles homonymes, voir EBK.
L’École belge de Kigali (EBK) est une école privée internationale à programme belge à Kigali, Rwanda. Elle accueille les élèves de 2,5 à 18 ans en proposant un enseignement pré-maternelle, maternelle, primaire et secondaire général. (Niveaux CITE 0 à 3).
Contrairement à ce que son nom indique, l'école ne dépend pas du gouvernement belge ni d'aucun autre gouvernement régional ou communautaire belge.
Le curriculum suivi est celui de la Fédération Wallonie-Bruxelles. L'enseignement se déroule principalement en français, avec un enseignement de l'anglais comme 2e langue dès la maternelle.
L'EBK est membre de l'Association des écoles à programme belge à l'étranger

## Histoire
L’école belge de Kigali existe depuis 1965. Elle a été créée par le gouvernement belge pour assurer l'éducation des enfants de diplomates et coopérants belges à Kigali au Rwanda. Elle s'ouvrira ensuite aux enfants rwandais, qui sont maintenant majoritaires. L'école est aujourd'hui entièrement privée, et son conseil d'administration est majoritairement rwandais.
En 2018, l'école quitte son site historique de Kiyovu pour déménager en haut de la colline de Gisozi.
Lors de la crise sanitaire de 2020 liée au Covid-19, l'École belge met en place un système qui lui permet de poursuivre son enseignement en distanciel ou semi-distanciel en fonction des mesures en vigueur au Rwanda. L'implication de l'équipe éducative de l'école permettra de limiter très nettement l'impact de la crise sanitaire sur les élèves de l'école. L'École belge reprend finalement un fonctionnement normal en septembre 2021, après 15 mois de limitations.
En septembre 2022, une section "accueil" est ouverte pour les enfants ayant atteint l'age de 2,5 ans.

## Effectifs
Pour l'année scolaire 2022-2023, le nombre d'élèves est de 540, pour un corps enseignant de 45 personnes.

## Fonctionnement
L'École belge de Kigali est gérée par l'Organisation pour l'Enseignement à Programme Belge (OEPB), qui est une ONG de droit rwandais, dont les membres de droit sont les parents de tous les enfants scolarisés à l'école belge de Kigali. 
C'est une école privée dont les revenus proviennent principalement du minerval payé par les parents. 
Si à l'origine, l'école était gérée et organisée par le gouvernement belge, aujourd'hui, et malgré le nom qu'elle a gardé, l'EBK est une école à 100% privée, rwandaise, mais qui suit le programme officiel d'éducation belge francophone. Son fonctionnement ainsi que ses recrutements se font donc selon la législation rwandaise. Contrairement à ce qui se passe pour les écoles françaises à l'étranger conventionnées avec l'AEFE, l'école belge est donc complètement indépendante du ministère de l'éducation de la fédération Wallonie-Bruxelles de Belgique .

## Curriculum
L'école belge de Kigali suit le programme scolaire établi par le ministère de l'éducation de la Fédération Wallonie-Bruxelles (FWB) de Belgique.
Au niveau de l'enseignement primaire, l'école organise chaque année les épreuves relatives au certificat d'étude de base (CEB) conformément au calendrier établi par la FWB.
Au niveau de l'enseignement secondaire, les épreuves officielles de la FWB sont également organisées chaque année. Il s'agit, en fin de 2e secondaire du Certificat d'Étude du 1er Degré (CE1D), et en fin de 6e secondaire du certificat d'enseignement secondaire supérieur (CESS)
Les certificats délivrés par l'École belge de Kigali sont homologués par les autorités de la Fédération Wallonie-Bruxelles de Belgique, et peuvent être reconnus partout dans le monde.
Les cours se donnent principalement en français. L'anglais y est enseigné de manière obligatoire depuis la première primaire pour tous les élèves, avec des niveaux adaptés à chacun, depuis le débutant jusqu'aux élèves ayant l'anglais comme langue maternelle. Le néerlandais est également enseigné de manière optionnelle afin de garantir la continuité pour les élèves venant de et/ou retournant en Belgique.